# Maculinea albocuneata
Maculinea albocuneata är en fjärilsart som beskrevs av Arnold Spuler 1910. Maculinea albocuneata ingår i släktet Maculinea och familjen juvelvingar. Inga underarter finns listade i Catalogue of Life.